# Vlaanderen (literair maandblad)
Vlaanderen was een literair maandblad dat verscheen tussen 1903 en 1907. Het blad was gericht op de Vlaamse letterkunde en vormde de voortzetting van Van Nu en Straks. Hoewel het voornamelijk literaire bijdragen bracht, werden ook meer algemene artikelen over Vlaanderen opgenomen. Het tijdschrift herbergde het gros van de redactieleden van de tweede reeks van Van Nu en Straks. Het verscheen met variabele ondertitels: algemeen Vlaamsch maandschrift en maandschrift van Vlaamsche letterkunde.
Tot de redactie behoorden aanvankelijk Emmanuel De Bom, Alfred Hegenscheidt, Prosper Van Langendonck, Stijn Streuvels, Herman Teirlinck en August Vermeylen. Later werden ook Victor De Meyere, Lodewijk De Raet en Karel van de Woestijne redactielid. Veel van hen publiceerden belangrijk eigen werk in het tijdschrift evenals René De Clercq, Paul De Mont, Constant Eeckels, Gustaaf Vermeersch en Gustaaf Verriest.